# X-Men 2
X-Men 2 (X2) è un film del 2003 diretto e co-eseguito da Bryan Singer, sequel del film X-Men (2000) e basato sull'omonimo gruppo di personaggi della Marvel Comics. 
La trama del film, ispirata alla graphic novel Dio ama, l'uomo uccide di Chris Claremont (testi) e Brent Anderson (disegni), pubblicata dalla Marvel nel 1982, riguarda il subdolo colonnello William Stryker che guida un assalto alla scuola del professor Xavier per costruire la sua versione del computer di tracciamento dei mutanti di Xavier, Cerebro, per distruggere ogni mutante sulla Terra e salvare la razza umana da loro, costringendo gli X-Men a collaborare con la Confraternita dei mutanti malvagi per fermare Stryker e salvare la razza mutante.
Il film uscì nelle sale in Europa e in Italia in contemporanea il 30 aprile 2003, mentre nelle sale negli USA il film è uscito due giorni dopo, il 2 maggio 2003. Ha ricevuto recensioni positive per la trama, la colonna sonora, le sequenze d'azione e le interpretazioni del cast. Ha incassato oltre 400 milioni di dollari in tutto il mondo, diventando il nono film con il maggior incasso del 2003, e ha ricevuto otto candidature ai Saturn Awards 2004, vincendo il premio come miglior film di fantascienza.
Il film ha avuto due seguiti, X-Men - Conflitto finale nel 2006 e X-Men - Giorni di un futuro passato nel 2014, e tre prequel: X-Men - L'inizio, X-Men - Apocalisse e X-Men: Dark Phoenix.

## Trama
Wolverine, dopo gli eventi del primo film si è recato ad Alkali Lake nella provincia dell'Alberta (in Canada) per cercare risposte sulle proprie origini, ma senza nessun risultato. Mentre Logan fa ritorno al Maniero-X, Nightcrawler, un mutante capace di teletrasportarsi, cerca di uccidere il presidente degli Stati Uniti per la libertà dei mutanti, ma fallisce, quindi il Professor X cerca di localizzarlo utilizzando Cerebro. Dopo aver inviato Jean Grey e Tempesta a recuperare il fuggitivo mutante, Charles, accompagnato da Ciclope, si reca a far visita a Erik Lehnsherr nella sua prigione per chiedergli spiegazioni in merito all'attacco al presidente.
Nel frattempo, il colonnello William Stryker, scienziato militare ossessionato dai mutanti, ottiene dal presidente degli Usa il permesso di arrestare Xavier. Pertanto, le forze di Stryker attaccano la scuola mutanti e molti giovani mutanti vengono catturati. Mentre Colosso porta al sicuro più studenti possibile, Wolverine fugge accompagnato da Rogue, Bobby e Pyro, e incontra il cononello ma senza ricordare chi fosse. Nel frattempo, Stryker invia la sua guardia del corpo, Yuriko Oyama (Lady Deathstrike), una mutante molto simile a Wolverine soggiogata con un siero, a catturare Charles e Scott. Intanto, con uno stratagemma, Mystica riesce ad aiutare Magneto a fuggire dalla sua prigione (iniettando ferro in piccole quantità in una delle guardie) e nel computer di Stryker trova inoltre i progetti per una replica di Cerebro. Wolverine e gli altri si rifugiano a Boston dai genitori di Bobby, che fino a quel momento erano rimasti all'oscuro dei poteri del figlio. Dopo una colluttazione con la polizia (avvisata dal fratello minore di Bobby), sul posto giungono anche Jean e Tempesta (chiamate da Logan) che hanno intanto trovato Kurt Wagner ovvero Nightcrawler, il quale era stato sottomesso anche lui da Stryker e costretto ad attaccare il presidente.
Mentre il gruppo vola via con il jet degli X-Men, questi viene attaccato da due aerei militari e solo l'intervento di Magneto salva tutti dallo schianto. Magneto spiega quindi agli X-Men il piano di Stryker e il motivo del suo odio verso i mutanti. Suo figlio, Jason, è un mutante capace di proiettare pensieri nella mente altrui e Stryker lo aveva portato da Xavier molti anni prima per aiutarlo, ma Xavier non curava i suoi studenti, insegnava loro a usare i poteri. Per contro, Stryker considera la mutazione un abominio: sua moglie si era suicidata per impedire a Jason di sfogare psichicamente su di lei il proprio rancore (in particolare, si era trapanata il cervello nella speranza di liberarsi dai pensieri che il figlio le metteva in testa). Quando gli X-Men hanno fatto imprigionare Magneto, Stryker ha progettato la sua prigione interamente di plastica e lo ha interrogato per sapere tutto sulla scuola di Xavier e su Cerebro, sempre grazie al suo siero. Inoltre, il suo piano è usare una replica di Cerebro da lui costruita per localizzare tutti i mutanti esistenti e ucciderli. Erik spiega inoltre che Stryker è il responsabile dell'esperimento che ha portato al rivestimento di adamantio sullo scheletro di Logan (di cui lui non ha più memoria).
Gli X-Men e la Confraternita dei mutanti di Magneto decidono quindi di unirsi contro il loro nemico comune e leggendo nella mente di Kurt, Jean riesce a scoprire che la base di Stryker è proprio nel sotto suolo a Alkali. Quella notte, inoltre, Logan e Jean hanno un breve momento romantico, ma lei gli confessa che, nonostante tutto, ama solo Scott. Il piano viene messo in atto e Mystica, fingendosi Wolverine, entra nella base e apre le porte agli altri mutanti. Jean si ferma ad affrontare Ciclope, che è sotto controllo mentale; il loro scontro però danneggia la diga. Magneto e Mystica si dirigono invece a fermare Xavier mentre questi (sotto il controllo di Jason, a sua volta controllato da Stryker) tenta di uccidere tutti i mutanti del mondo tramite la replica di Cerebro, ma riescono a fermarlo.  Assunte le sembianze di Stryker, Raven asseconda il volere di Erik e dà un contrordine a Jason: il Professore adesso tenterà di uccidere gli umani, anziché i mutanti, dopo che Erik riprogramma la macchina.
Nightcrawler e Tempesta nel frattempo trovano i bambini rapiti e in seguito accedono a Cerebro in modo da interrompere l'illusione di Jason su Xavier e fermare la strage. Wolverine intanto va alla ricerca di Stryker. Dapprima lo incontra in un laboratorio dove vi sono serbatoi di adamantio fuso e lì si ricorda dell'esperimento a cui fu sottoposto, salvo poi ritrovarsi ad affrontare Lady Deathstrike. Dopo una dura battaglia, Logan la uccide e ferma Stryker, incatenandolo al suo elicottero. Quest'ultimo viene poi usato da Magneto e Mystica per fuggire, ma prima prelevano Pyro, che simpatizza con gli ideali della Confraternita. Frattanto, Wolverine arriva in tempo per avvertire gli altri dell'imminente crollo della diga. Tornati tutti al jet, questi non decolla, al che Jean scende a terra per deviare l'acqua del bacino idrico che ha già travolto Stryker. Sollevato l'aereo oltre l'inondazione, si fa travolgere anche lei. Nonostante questa perdita e il dolore di tutti, Xavier decide di andare subito a Washington.
Alla Casa Bianca il presidente degli Usa sta per comparire in televisione e riproporre la legge di Registrazione (per cui i mutanti devono essere censiti alla nascita), quando il cielo si oscura, le telecamere si spengono e i presenti sono immobilizzati. Gli X-Men appaiono e il presidente viene informato della verità sul suo attentato. Giorni dopo, la vita riprende all'istituto, mentre Ciclope non si rassegna all'idea di aver perso Jean. Durante una sua lezione, Xavier racconta ai suoi studenti la storia di re Artù secondo il libro Re in eterno (in prigione, Magneto leggeva lo stesso libro). Ad Alkali Lake la voce di Jean fa una breve considerazione sull'evoluzione umana e, nel mentre, il lago riflette una sagoma a forma di Fenice.

## Produzione
Dopo il successo del primo film, la 20th Century Fox dà subito il via al seguito; il regista Bryan Singer decide di ispirarsi alla graphic novel Dio ama, l'uomo uccide, ad opera dello scrittore Chris Claremont e del disegnatore Brent Anderson. Il produttore Avi Arad spinge per un'uscita nel novembre 2002. David Hayter e Zak Penn scrivono due sceneggiature separatamente per poi unirle in un'unica sceneggiatura nell'ottobre 2001. Successivamente Michael Dougherty e Dan Harris rettificano la sceneggiatura un paio di volte, dando più spazio al personaggio di Halle Berry dopo la vittoria, da parte dell'attrice, del Premio Oscar.
Le riprese iniziano il 24 giugno 2002 a Vancouver e terminano il 22 novembre.

### Cast
- Patrick Stewart è il Professor Charles Xavier: potente telepate, fondatore degli X-Men e della scuola per mutanti.
- Ian McKellen è Erik Lehnsherr / Magneto: leader della Confraternita dei mutanti malvagi e migliore amico di Xavier, controlla i metalli.
- Hugh Jackman è Logan / Wolverine: burbero, possiede un fattore rigenerante, sensi sviluppati e in più scheletro e artigli di adamantio. Non ricorda il suo passato e fa parte degli X-Men.
- Halle Berry è Ororo Munroe / Tempesta: controlla le condizioni atmosferiche, è membro degli X-Men.
- Famke Janssen è Jean Grey: dottoressa e membro degli X-Men. È una telecineta e telepate, è fidanzata con Scott ma attratta anche da Wolverine.
- James Marsden è Scott Summers / Ciclope: spara potenti raggi dagli occhi, è il leader degli X-Men. È fidanzato con Jean Grey.
- Anna Paquin è Marie D'Ancanto / Rogue: assorbe poteri e linfa vitale della gente, è un membro degli X-Men. È fidanzata con l'Uomo Ghiaccio.
- Rebecca Romijn è Raven Darkholme / Mystica: mutaforma alleata di Magneto.
- Brian Cox è William Stryker: un colonnello pronto a compiere un genocidio di mutanti. Sembra avere a che fare con il passato di Wolverine.
- Alan Cumming è Kurt Wagner / Nightcrawler: teleporta tedesco dall'aspetto di un demone blu. Viene aiutato da Tempesta e Jean Grey.
- Shawn Ashmore è Bobby Drake / Uomo Ghiaccio: membro degli X-Men. Può creare e controllare il ghiaccio, ha una relazione con Rogue.
- Aaron Stanford è John Allerdyce / Pyro: membro degli X-Men, può controllare il fuoco.
- Kelly Hu è Yuriko Oyama / Lady Deathstrike: alleata di William Stryker, possiede fattore rigenerante, scheletro e artigli di adamantio come Wolverine.
- Michael Reid McKay è Jason Stryker / Mutante 143: è il figlio di William Stryker, crea illusioni.
- Cotter Smith è il Presidente USA: subisce un attacco da un mutante e si schiera contro di loro.
- Ty Olsson è Mitchell Laurio: guardia di sicurezza della prigione di Magneto.
- Peter Wingfield è Lyman: braccio destro di William Stryker.

#### Personaggi minori
Nel film appaiono per alcuni istanti diversi mutanti e personaggi dell'universo Marvel:
- Colosso (interpretato da Daniel Cudmore) appare in tre sequenze: in una disegna una vignetta su Rogue e l'Uomo Ghiaccio, in una usa i suoi poteri e aiuta Wolverine a portare i bambini della scuola in salvo, e nell'ultima quando ritorna al Maniero-X insieme al resto degli studenti;
- In una sequenza Mystica assume l'aspetto di Robert Kelly (interpretato nuovamente da Bruce Davison);
- La bambina nel letto che lancia un urlo è la mutante chiamata Siryn (interpretata da Shauna Kain);
- Appare in alcune brevi sequenze la mutante Jubilee (interpretata da Kea Wong);
- La ragazza che scompare attraverso il muro è Kitty Pryde/Shadowcat (interpretata da Katie Stuart);
- Nel bar dove sta bevendo la guardia della prigione di Magneto in un televisore appaiono Hank McCoy in forma umana (Steve Bacic), un altro membro degli X-Men originali, e Shaw (Charles Siegel);
- Bryce Hodgson appare nei panni di Artie in alcune sequenze;
- Connor Widdows ricopre il ruolo del mutante noto come Jones in alcune sequenze;
- Nel film appare la famiglia dell'Uomo Ghiaccio: il padre William (Alf Humphreys), la madre Madeline (Jill Tedd) e il fratello Ronny (James Kirk);
- In una delle ultime sequenze appaiono Danielle Moonstar e Cypher[9].

#### Camei
Nel film appaiono i seguenti camei:
- gli sceneggiatori Michael Dougherty e Dan Harris[10] interpretano due chirurghi che immettono l'adamantio nel corpo di Wolverine, in uno dei suoi flashback;
- il regista Bryan Singer appare come una guardia di sicurezza.

## Colonna sonora

### X2: Original Motion Picture Score
Lo score del film, intitolato X2: Original Motion Picture Score, è stato composto da John Ottman.

#### Tracce
1. "Suite from X2"
2. "Storm's Perfect Storm"
3. "Finding Faith"
4. "Sneaky Mystique"
5. "Cerebro"
6. "Mansion Attack"
7. "Rogue Earns Her Wings"
8. "It's Time"
9. "Magneto's Old Tricks"
10. "I'm In"
11. "If You Really Knew"
12. "Playing With Fire"
13. "Death Strikes Deathstryke"
14. "Getting Out Alive"
15. "Goodbye"
16. "We're Here to Stay"

Nella colonna sonora è compresa anche la canzone Bye Bye Bye degli *NSYNC.

## Distribuzione

### Divieti
Il film è stato vietato ai minori di 13 anni per "violenza, qualche riferimento sessuale, azione shi-fi e linguaggio volgare“. 

### Edizioni home video
L'edizione home video del film è stata distribuita dalla 20th Century Fox e lanciata sul mercato con i seguenti contenuti speciali:
- Commento audio del regista Bryan Singer, di John Ottman e Tom Siegel;
- Commento audio di Lauren Shuler Donner, Ralph Winter, Michael Dougherty, Dan Harris e David Hayter;
- Featurette: L'origine segreta degli X-Men;
- Featurette: Nightcrawler rinasce;
- Featurette: L'evoluzione nel dettaglio, disegnando X2;
- Featurette: United Colors of X2;
- Featurette: L'attacco di Nightcrawler: studio multi-angolo;
- Featurette: Introducendo l'incredibile Nightcrawler;
- Dietro le quinte: Making X2;
- Prove del combattimento tra Wolverine e Lady Deathstrike;
- Prove del trucco di Nightcrawler;
- Featurette: FX2: gli effetti visivi;
- Prove degli stunts di Nightcrawler;
- Featurette: Requiem per Mutanti: lo score di X2;
- Featurette: X2 Global Webcast Highlights;
- Scene tagliate;
- Gallerie fotografiche;
- Trailers.

### Versione italiana
La direzione del doppiaggio e i dialoghi italiani sono a cura di Fiamma Izzo, con l'assistenza di Simona Romeo, per conto della PUMAISdue. La sonorizzazione, invece, venne affidata alla SEFIT-CDC di Via dei Villini.

## Accoglienza

### Incassi
X-Men 2 ha ottenuto un incasso pari a $214,949,694 in Nord America e $192,761,855 nel resto del mondo, di cui $6,612,206 in Italia, per un incasso totale di $407,711,549.

### Critica
Il film ha ricevuto generalmente critiche positive dalla critica cinematografica. L'aggregatore di recensioni Rotten Tomatoes riporta una percentuale di gradimento del 85% con un voto medio di 7.5 su 10, basandosi su 247 recensioni, mentre il sito Metacritic attribuisce al film un punteggio di 68 su 100 in base a 37 recensioni. Alessandro De Simone su The Cinema Show osserva che "Bryan Singer riesce a rendere ancora più personale e autoriale il discorso già intrapreso con il primo film, in cui riusciva a dare un coronamento hollywoodiano alla sua poetica del diverso".

## Riconoscimenti
- 2004 - Empire Award
  - Nomination Miglior film
  - Nomination Miglior attore a Hugh Jackman
- 2004 – MTV Movie Awards
  - Migliore performance rivelazione maschile a Shawn Ashmore
  - Nomination Miglior film
  - Nomination Miglior combattimento a Hugh Jackman contro Kelly Hu
  - Nomination Miglior bacio a Shawn Ashmore e Anna Paquin
- 2004 - Saturn Award
  - Miglior film di fantascienza
  - Nomination Miglior regia a Bryan Singer
  - Nomination Miglior sceneggiatura a Dan Harris e Michael Dougherty
  - Nomination Miglior colonna sonora a John Ottman
  - Nomination Migliori costumi a Louise Mingenbach
  - Nomination Miglior trucco a Gordon J. Smith
  - Nomination Migliori effetti speciali a Michael L. Fink, Richard E. Hollander, Stephen Rosenbaum e Mike Vézina
- 2003 - Saturn Award
  - Nomination Cinescape Genre Face of the Future Award a Shawn Ashmore
- 2004 - Premio Hugo
  - Nomination Miglior rappresentazione drammatica (forma lunga) a Bryan Singer, Michael Dougherty, Dan Harris, David Hayter e Zak Penn
- 2004 - MTV Movie Awards México
  - Nomination Cattiva più sexy a Rebecca Romijn
- 2003 - Teen Choice Awards
  - Nomination Miglior film drammatico/di avventura/d'azione
  - Nomination Miglior attore in un film drammatico/di avventura/d'azione a Hugh Jackman
  - Nomination Miglior attrice in un film drammatico/di avventura/d'azione a Halle Berry
  - Nomination Miglior attrice in un film drammatico/di avventura/d'azione a Rebecca Romijn
  - Nomination Miglior bugiardo a Rebecca Romijn
  - Nomination Miglior cattivo a Brian Cox
  - Nomination Miglior cattivo a Ian McKellen
  - Nomination Miglior alchimia a Anna Paquin e Shawn Ashmore
  - Nomination Miglior sequenza d'azione/combattimento
- 2004 - BET Awards
  - Miglior attrice a Halle Berry
- 2004 - BMI Film & TV Award
  - Miglior colonna sonora a John Ottman
- 2004 - Golden Trailer Awards
  - Nomination Miglior film d'azione
- 2004 - Kids' Choice Awards
  - Nomination Miglior attrice a Halle Berry
- 2004 - Golden Reel Award
  - Nomination Miglior montaggio sonoro (Dialoghi e ADR)
- 2003 - Awards Circuit Community Awards
  - Nomination Migliori effetti visivi
- 2004 - Canadian Network of Makeup Artists
  - Migliori acconciature a Jennifer Bower O'Halloran
- 2004 - Hollywood Makeup Artist and Hair Stylist Guild Awards
  - Nomination Miglior trucco a Gordon J. Smith, Evan Penny e Jay McClennen
- 2004 - Online Film & Television Association
  - Nomination Miglior trucco e acconciature
  - Nomination Migliori effetti visivi a Michael L. Fink, Richard E. Hollander, Stephen Rosenbaum e Mike Vézina
- 2004 - Online Film Critics Society Awards
  - Nomination Migliori effetti visivi
- 2004 - Political Film Society
  - Nomination Premio per i diritti umani
  - Nomination Premio per la pace